# Tàngara de pit castany
La tàngara de pit castany (Tangara arthus) és una espècie d'ocell de la família dels tràupids (Thraupidae) que habita la selva humida de les muntanyes de Veneçuela, ambdues vessants dels Andes de Colòmbia i l'Equador i vessant oriental del Perú i oest de Bolívia.

## Taxonomia
Alguns autors consideren que a l'espècie Tangara arthus correspon únicament la població septentrional de Veneçuela, i que totes les altres formarien una espècie diferent:
- Tangara aurulenta (Lafresnaye, 1843) - tàngara daurada[2]